# Liste der Straßen in Hamburg-Francop

Lage von Francop in Hamburg und im Bezirk Harburg (hellrot)

Die Liste der Straßen in Hamburg-Francop ist eine Übersicht der im Hamburger Stadtteil Francop vorhandenen Straßen. Sie ist Teil der Liste der Verkehrsflächen in Hamburg.

## Überblick
In Francop (Ortsteilnummer 716) leben 738 Einwohner (Stand: 31. Dezember 2023) auf 9,1 km². Damit ist der Stadtteil der neuntkleinste bezogen auf die Einwohnerzahl. Francop liegt im Postleitzahlenbereich 21129.
In Francop gibt es nur acht benannte Verkehrsflächen. Drei Straßen sind nach dem rückwärtigen Deich benannt (Hinterdeich, Francoper Hinterdeich, Neuenfelder Hinterdeich), drei Straßen nach nahe gelegenen Gewässern benannt (An der alten Süderelbe, Achtern Brack, Zur Graft)  und zwei Straßennamen beziehen sich auf Ortsteile der Nachbarstadtteile (Hohenwischer Straße, Vierzigstücken).

## Übersicht der Straßen
Die nachfolgende Tabelle gibt eine Übersicht über alle benannten Verkehrsflächen im Stadtteil sowie einige dazugehörige Informationen. Im Einzelnen sind dies:
- Name/Lage: aktuelle Bezeichnung der Straße oder des Sperrwerks. Über den Link (Lage) kann die Straße auf verschiedenen Kartendiensten angezeigt werden. Die Geoposition gibt dabei ungefähr die Mitte an. Bei längeren Straßen, die durch zwei oder mehr Stadtteile führen, kann es daher sein, dass die Koordinate in einem anderen Stadtteil liegt.
- Straßenschlüssel: amtlicher Straßenschlüssel, bestehend aus einem Buchstaben (Anfangsbuchstabe der Straße oder des Platzes) und einer dreistelligen Nummer.
- Länge/Maße in Metern:
Hinweis: Die in der Übersicht enthaltenen Längenangaben sind nach mathematischen Regeln auf- oder abgerundete Übersichtswerte, die im Digitalen Atlas Nord[1] mit dem dortigen Maßstab ermittelt wurden. Sie dienen eher Vergleichszwecken und werden, sofern amtliche Werte bekannt sind, ausgetauscht und gesondert gekennzeichnet.
Der Zusatz (im Stadtteil) gibt an, wie lang die Straße innerhalb des Stadtteils ist, sofern sie durch mehrere Stadtteile verläuft.
- Namensherkunft: Ursprung oder Bezug des Namens.
- Datum der Benennung: Jahr der offiziellen Benennung oder der Ersterwähnung eines Namens, bei Unsicherheiten auch die Angabe eines Zeitraums.
- Anmerkungen: Weitere Informationen bezüglich anliegender Institutionen, der Geschichte der Straße, historischer Bezeichnungen, Baudenkmale usw.
- Bild: Foto der Straße oder eines anliegenden Objektes.

| Name/Lage                    | Straßen- schlüssel | Länge/Maße (in Metern) | Namensherkunft                                                    | Datum der Benennung | Anmerkungen                                                 | Bild                    |
| ---------------------------- | ------------------ | ---------------------- | ----------------------------------------------------------------- | ------------------- | ----------------------------------------------------------- | ----------------------- |
| Achtern Brack Lage           | A017               | 0420                   | nach dem Francoper Schleusenbrack                                 | 1943                |                                                             |                         |
| An der Alten Süderelbe Lage  | A735               | 3960 (im Stadtteil)    | Süderelbe                                                         | 2013                | Westlicher Teil in Neuenfelde Östlicher Teil in Altenwerder | An der Alten Süderelbe  |
| Francoper Hinterdeich Lage   | F202               | 3165                   | nach dem rückwärtigen Deich                                       | 1948                |                                                             | Francoper Hinterdeich   |
| Hinterdeich Lage             | H457               | 0855                   | nach dem rückwärtigen Deich                                       | 1948                |                                                             | Hinterdeich             |
| Hohenwischer Straße Lage     | H556               | 3760                   | Ortsteil Hohenwisch von Cranz                                     | 1948                |                                                             |                         |
| Neuenfelder Hinterdeich Lage | N054               | 0200 (im Stadtteil)    | nach dem rückwärtigen Deich                                       | 1948                | Westlicher Teil in Neuenfelde                               | Neuenfelder Hinterdeich |
| Vierzigstücken Lage          | V045               | 0540 (im Stadtteil)    | Ortsteil von Neuenfelde, der Name bedeutet ein Dorf mit 40 Äckern | 1948                | Westlicher Teil in Neuenfelde                               | Vierzigstücken          |
| Zur Graft Lage               | Z054               | 0290                   | nach einem der künstlichen Gräben (Graft = Graben)                | 1938                |                                                             | Zur Graft               |